# Georgi Antonowitsch Schtil
Georgi Antonowitsch Schtil (russisch Георгий Антонович Штиль; * 4. März 1932 in  Leningrad) ist ein sowjetischer und russischer Schauspieler und Synchronsprecher.

## Laufbahn

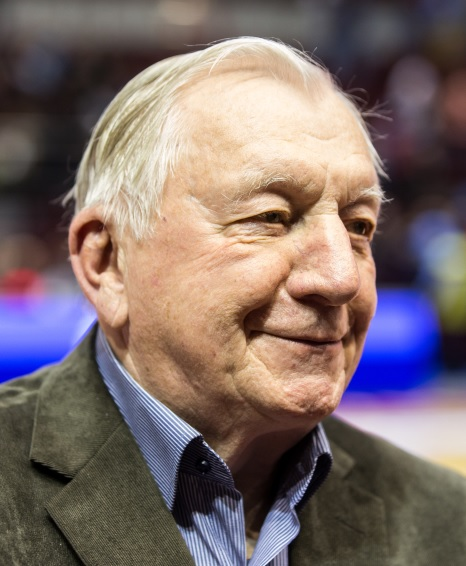
Georgi Schtil, 2014

Schtil studierte bis 1961 am Leningrader Theaterinstitut „A. N. Ostrowski“ und trat danach dem Großen Dramatheater „Gorki“ in Leningrad bei, wo er bis 1992 beschäftigt war. Zu den Stücken, in denen er auftrat, gehörten Don Karlos, Heinrich IV., Macbeth, Wie es euch gefällt, Der Revisor, Vor Sonnenaufgang, Mutter Courage und ihre Kinder, Boris Godunow, Der Besuch der alten Dame, Drei Schwestern, Четвертый (Tschetwerty) von Konstantin Simonow sowie Die Schneekönigin von Jewgeni Schwarz.
Im Film ist Schtil seit 1960 zu sehen, bis zum Ende der Sowjetunion war er überwiegend für das Lenfilmstudio beschäftigt. Neben Kinorollen spielt er auch in Fernsehproduktionen mit und war zwischen 1967 und 2018 in mehreren Dokumentarfilmen zu sehen. Schtil arbeitete außerdem vereinzelt als Synchronsprecher, u. a. für Jack Warden in The Verdict – Die Wahrheit und nichts als die Wahrheit (1982) und Art Evans in Sergeant Waters – Eine Soldatengeschichte (1984). In Ein uraltes Märchen und Вольный ветер (Wolny weter, 1983) war er außerdem als Sänger zu hören.

## Ehrungen
Schtil wurde am 13. Mai 1987 zum Verdienten Künstler der RSFSR und am 19. Juli 2007 zum Volkskünstler Russlands ernannt. Am 13. Februar 2004 erhielt er die Puschkin-Medaille, am 5. Februar 2009 die Medaille für Verdienste am Vaterland 2. Klasse und 2013 den Theaterpreis Золотой софит (Solotoi sofit).

## Filmografie (Auswahl)
- 1963: Die leibeigene Schauspielerin (Krepostnaja aktrisa)
- 1963: Rembrandt (Fernsehfilm)
- 1963: Tag des Glücks (Den stschastja)
- 1964: Eine Geschichte vom Don (Donskaja powest)
- 1966: Tibul besiegt die Dickwänste (Tri tolstjaka)
- 1968: Der siebente Trabant (Sedmoi sputnik)
- 1968: Ein uraltes Märchen (Staraja, staraja skaska)
- 1971: Der gemeinsame Weg (Doroga na Rjubezal)
- 1972: Geraubte Schätze (Dostojanije respubliki)
- 1972: Dauria
- 1976: Der unbekannte Nachfolger (Nesnakomy naslednik)
- 1976: Vertrauen (Dowerije)
- 1976: Das geht mich nichts an (Menja eto ne kasajetsja ...)
- 1978: Rückkopplung (Obratnaja swjas)
- 1979: Sibiriade
- 1979: Die Reise nach Varna (Schla sobaka po rojalju)
- 1980: Die Nachtigall (Solowei)
- 1984: Ein Morgen ohne Zensuren (Utro bes otmetok)
- 1984: Und da kam Bumbo (I wot prischel Bumbo...)
- 1987: Das Märchen vom verliebten Maler (Skaska pro wljubljonnogo maljara)
- 1996: Die Rückkehr des Panzerkreuzers (Woswraschtschenije bronenosza)
- 2013: Шерлок Холмс (Scherlok Cholms)